# Bowfinger
Bowfinger (br: Os Picaretas / pt: O Sem-Vergonha) é um filme de comédia estadunidense de 1999 dirigido por Frank Oz. O filme retrata um cineasta fracassado de Hollywood que tenta produzir um filme com um pequeno orçamento e com uma estrela de cinema que não sabe que está num filme e nem que está sendo gravado a todo o instante ao estilo cinema de guerrilha. Ele foi escrito por Steve Martin e estrelado por ele mesmo como o cineasta Robert "Bobby" K. Bowfinger, Eddie Murphy retrata um papel duplo nesse filme: o famoso astro de cinema Kit Ramsey e seu irmão gêmeo, o nerd e abobalhado Jiff Ramsey (que está presente no cartaz de filme) e Heather Graham como Daisy, uma estrela ambígua e insípida. Os críticos descreveram o filme como uma paródia da produção cinematográfica de Hollywood.
Estreou no Brasil em 12 de Novembro daquele ano e nos cinemas portugueses a 19 de novembro.

## Sinopse
Bobby Bowfinger (Steve Martin) é um produtor de filmes sem sucesso que há vários anos tenta obter um sucesso de bilheteria que tanto deseja.
O seu próximo filme terá todos os ingredientes que um filme de sucesso tem de ter: ação, extraterrestres, uma mulher sensual (Heather Graham) e Kit Ramsey (Eddie Murphy), a maior estrela de Hollywood. Mas existe um pequeno problema: o próprio Kit não sabe que o papel é para ele. Bobby e sua equipe planejam filmar Kit nos mais variados locais, sem que ele saiba que está sendo gravado e muito menos participando de um filme. Para realizar o tal feito, Bobby vai contar com a ajuda do irmão gêmeo abobalhado de Kit, Jiff.

## Elenco
- Steve Martin como Robert "Bobby" K. Bowfinger
- Eddie Murphy como Kit Ramsey / Jiffrenson "Jiff" Ramsey
- Heather Graham como Daisy
- Christine Baranski como Carol
- Terence Stamp como Terry Stricter
- Robert Downey Jr. como Jerry Renfro
- Jamie Kennedy como Dave
- Adam Alexi-Malle como Afrim
- Kohl Sudduth como Slater
- Barry Newman como Hal, agente de Kit
- Alejandro Patino como Sanchez
- Alfred De Contreas como Martinez
- Ramiro Fabian como Hector
- John Cho como responsável pela limpeza da boate
- Phill Lewis como ator de audição
- Marisol Nichols como jovem atriz de audição

O papel de Eddie Murphy foi escrito para Keanu Reeves, enquanto que Daisy, interpretada por Heather Graham, é baseada na ex namorada de Steve Martin, Anne Heche.

## Produção
O filme foi produzido pela empresa Imagine Entertainment, de Brian Grazer, em conjunto com a Universal Studios. O título provisório para o filme foi Bowfinger's Big Thing. O filme foi inicialmente agendado para um lançamento em 30 de julho de 1999, mas em maio de 1999 a Universal Studios adiou seu lançamento para 27 de agosto de 1999. Sua data final de lançamento era 13 de agosto de 1999. Os custos do filme chegaram a US$44 milhões. Os executivos da Universal queriam cortar a cena da rodovia porque achavam que seria muito caro; Martin respondeu que ele não cortaria a cena mais engraçada do filme.

## Temas
A organização fictícia "MindHead" foi comparada por críticos de cinema à Igreja da Cientologia. Paul Clinton escreveu na CNN on-line: "'Bowfinger' poderia ser visto apenas como uma mentira extravagante sobre Hollywood, filmes, celebridades e até mesmo a Igreja da Cientologia. Mas Martin escreveu uma história doce sobre um grupo de pessoas de fora com sonhos impossíveis". Andrew O'Hehir escreveu em Salon que "Muito de 'Bowfinger' envolve a busca genericamente maluca dos cineastas pelo cada vez mais paranóico Kit, que foge para as garras de uma pseudo-Cientologia chamada MindHead (seu slogan: 'Verdade Através da Força')". o Daily Record e o San Francisco Chronicle fizeram comparações similares, e o Albuquerque Journal e o Fort Worth Star-Telegram chamaram MindHead de uma paródia "pouco velada" da Cientologia. Uma resenha no The New York Times descreveu o papel de Terence Stamp no filme como "um líder de culto para uma organização parecida com a Cientologia chamada Mind Head", e The Dallas Morning News e Houston Chronicle fizeram declarações similares sobre o personagem de Stamp. O roteirista Steve Martin disse ao New York Daily News: "Eu vejo isso como um pastiche de coisas que eu vi vir e passar pelos anos", e afirmou: "Cientologia recebe muito crédito ou culpa agora, porque eles são os mais quentes". The Cincinnati Enquirer observou em sua análise "Para o registro, Martin nega que o MindHead seja baseado em Cientologia".
O filme faz uma paródia ao culto às celebridades e experiências que os produtores de filmes podem sofrer quando tentam fazer um filme em Hollywood. O Time Out Film Guide chamou o filme de uma "sátira na orla lunática de Hollywood". O Seattle Post-Intelligencer observou que "é preciso roubar filmes de ação estúpidos" e "o preconceito da indústria". O Seattle Post-Intelligencer também notou a capacidade de Eddie Murphy de se enganar no filme, incluindo "enganar sua própria paranóia lendária, evocando seu escândalo sexual na vida real e permitindo-se ser o alvo da mordaça de Martin". Leonard Schwarz, da Palo Alto Online, descreveu o filme como "arqueando e conhecendo os caminhos de Hollywood", incluindo "produtores que querem manter seus carros mais do que seus filhos quando se divorciam". Russell Smith, do The Austin Chronicle, observou a sátira do filme "A cultura do cinema de Los Angeles e os filmes blockbusters com morte cerebral". Um artigo no San Francisco Chronicle de Bob Graham escreveu que "Martin, o escritor, planta algumas farpas na retaguarda de Hollywood sobre financiamento criativo de filmes e acumulação de lucros, a arte do negócio, atitudes mais modernas e exploração". Laurie Scheer escrevendo para Creative Careers in Hollywood disse que "O desempenho de Steve Martin como Bobby Bowfinger é imperdível, especialmente se você está escolhendo uma carreira como produtor."  Temas dentro do filme foram comparados com The Producers de Mel Brooks; uma crítica no Denver Rocky Mountain News escreveu que o filme tem "..a velocidade louca de The Producers de Mel Brooks". Jeff Millar, do Houston Chronicle, comparou o personagem de Steve Martin no filme a Edward Wood, Jr., e Kenneth Turan, do Los Angeles Times, descreveu a Bowfinger International Pictures como "uma empresa tão pessimista que até mesmo Ed Wood teria desprezado isso". Comparações também foram feitas ao filme homônimo de Tim Burton sobre o diretor, Ed Wood.

## Recepção
No Rotten Tomatoes, o filme recebeu uma classificação de 81%, com base em 109 avaliações, com uma classificação média de 7/10. O consenso do site dizia: "Um comentário espirituoso sobre o cinema moderno, com piadas suficientes para mantê-lo divertido o tempo todo". Em Metacritic, o filme tem uma pontuação de 71 em 100, com base em 33 críticos, indicando "críticas geralmente favoráveis".
Roger Ebert deu ao filme três e meio de quatro estrelas, e escreveu "Bowfinger é uma daquelas comédias em que tudo funciona". O filme recebeu três de quatro estrelas do TLA Video & DVD Guide, onde foi descrito como "um olhar engraçado e espantoso para um produtor de Hollywood que fará todos os esforços para fazer seu filme". O Seattle Post-Intelligencer deu ao filme uma classificação de "A-" em sua resenha, escrevendo "Esta é uma comédia fantástica que não se interrompe por um instante". Rocky Mountain News destacou o filme como uma "Critics 'Choice", e escreveu que "Steve Martin leva pontaria suave mas engraçada a Hollywood" no filme. Em The Washington Post, Jane Horwitz descreveu o filme como uma "farsa desenfreada". O Kansas City Star chamou de "comédia freqüentemente hilariante". The New York Times recomendou altamente o filme, e a crítica Janet Maslin escreveu: "Este hilário e de bom coração, descendente espiritual de The Producers é um golpe cômico para Martin". O Daily Mail escreveu "Martin está de volta ao seu melhor doido ... possivelmente o seu melhor de sempre".
Uma resenha no Deseret Morning News foi crítica, dando ao filme dois e meio de quatro estrelas, e chamou-a de uma comédia "engraçada, mas frenética e de certo mau humor". Leonard Maltin também deu ao filme duas estrelas e meia, e escreveu em seu Leonard Maltin's Movie Guide "Coadjuvantes agradáveis levam essa comédia por um longo caminho; há algumas boas risadas por toda parte, mas nunca é tão satisfatório quanto você gostaria que fosse".

### Bilheteria
O filme estreou no segundo lugar atrás de The Sixth Sense, com um retorno inicial de bilheteria de US$18.2 milhões em 2,700 cinemas nos Estados Unidos. Ele manteve o segundo lugar na sua segunda semana, ganhando um adicional de US$10.7 milhões e arrecadando US$35.7 milhões em seus primeiros dez dias. Em 7 de setembro de 1999, Bowfinger estava no quarto lugar, com um retorno no final de semana de US$7 milhões e um total bruto de US$55.5 milhões. Em 13 de setembro de 1999, o filme caiu para o 5º lugar, com um retorno de US$3.7 milhões no fim de semana, para um total de US$60.5 milhões. Em 11 de outubro de 1999, o filme faturou US$65 milhões nos Estados Unidos. O filme não se saiu tão bem no exterior como nos Estados Unidos.

## Trilha sonora
Lançado pela Varèse Sarabande
1. "There is Always One More Time" - Johnny Adams
2. "You're a Wonderful One" - Marvin Gaye
3. "And I Love You So" - Perry Como
4. "Mambo U.K." - Cubanismo
5. "Super Bad, Super Slick" - James Brown
6. "Secret Agent Man" - Johnny Rivers
7. "Betsy Chases Kit/The First Shot/A Short Ride/Dave Makes a Call/Dave Returns Camera"
8. "Cafe Set-Up/Shooting The Cafe/Stealing Renfro's Car/Auditioning the Butts"
9. "Chubby Rain"
10. "Clothing Store/Daisy Rescues Kit"
11. "The Observatory"
12. "Finale/Fed Ex Delivers"